# Привремена влада
Привремена или прелазна влада је влада која се формира у ванредним околностима када је створен политички вакуум услед колапса претходне администрације или режима. Привремена влада остаје на власти све док се не одрже избори односно на неки други начин формира трајна влада. Привремене владе често настају као резултат револуције или ратног стања када је одређена држава или нација ослобођена или подвргнута окупацији. Примери привремених влада су, хронолошки:
- Привремена влада Хаваја (1893), упсотављена од стране одбора америчких пословних људи који су свргнули Краљевство Хаваји и њену краљицу Лилијуокалани.
- Управа Западне Арменије (1915), успостављена у Провинцији Ван.
- Привремена влада Индије (1915), успостављена у Кабулу.
- Привремена влада Ирске Републике (1916), назив који је преузело водство краткотрајног Ускршњег устанка.
- Руска привремена влада (1917), успостављена као резултат фебруарске револуције којом је свргнут цар Николај II.
- Југозападна Кавкаска Република (1919), успостављена у Карсу.
- Привремена влада Републике Кореје (1919), упостављена у егзилу у кинеском Шангају, за време јапанске окупације Кореје.
- Привремена влада Јужне Ирске (1922), успостављена споразумом британске власти и ирских револуционара у сврху накнадног успостављања Ирске слободне државе исте године.
- Привремена влада Литваније (1941), успостављена када су Литванци свргнули совјетску окупацијску власт за време краткотрајне литванске независности 1941. године. Деловала је све док нацистичка Немачка није анектирала земљу.
- Привремена влада ДФЈ привремена југословенска влада након Другог светског рата.
- Фленсбуршка влада (1945), успостављаена након самоубистава Адолфа Хитлера и Јосефа Гоебелса у завршним данима Трећег рајха.
- Привремена влада Азад Кашмира (1946), упсотављена националним консензусом у сврху стварања новог државног устава и поновног успостављања цивилне власти након „Кампање Напустите Кашмир" и индијске војне интервенције.
- Привремена влада Сиријске Арапске Републике (1949), успостављена националним консензусом како би се донио нови устав и вратила цивилна власт након неколико војних влада.
- Привремена револуционарна влада Републике Јужни Вијетнам (1969-1976), успостављена као алтернативна (маркситсичко-лењинистичка) влада. Управљала је Јужним Вијетнамом између пада Сајгона у северновијетнамске руке 1975. године до стварања Социјалистичке Републике Вијетнам 1976.
- Национални савет владе (1986-1988), привремено владајуће тело на Хаитију
- Фронт националног спаса (1989), након збацивања режима Николаја Чаушескуа у румунској револуцији 1989.
- Коалицијска привремена управа, Ирачко привремено владајуће веће, Ирачка привремена влада и Ирачка прелазна влада су била привремена владајућа тела успостављена након инвазије на Ирак 2003. године како би се владало земљом до успоставе трајног устава.

Привремене владе су се такође успостављале широм Европе када су Савезници ослобађали разне државе од нацистичке окупације. Привремена влада Француске Републике била је образована од Слободних Француза под Шарл де Голом након ослобођења Француске од немачке окупације. Та је влада управљала Француском од 1944. од успостављања Четврте Републике године 1947.
Иако се формално није називао „привременом владом“, Други континентални конгрес је служио као де факто привремена влада Сједињених Држава од усвајања Декларације независности у јулу 1776. до ратификације Чланака о конфедерацији који су ступили на снагу 1. марта 1781.